# گرلینده کالتنبرونر
گرلینده کالتنبرونر (به انگلیسی: Gerlinde Kaltenbrunner) کوهنورد اتریشی است. او در اوت ۲۰۱۱، پس از ادورن پاسابان، به عنوان دومین زنی که توانسته به ۱۴ قله هشت‌هزارمتری صعود کند، معرفی شد. او نخستین زنی است که این ۱۴ قله را بدون اکسیژن و کمک باربر، فتح کرده است. او در سال ۲۰۱۲ جایزه معتبر کاشف سال را از نشنال جئوگرافیک دریافت کرد.

## کوهنوردی
علاقه او به کوهنوردی از سنین پایین رشد کرد و او در ۱۳ سالگی، تورهای صعود ورزشی را کامل کرد. او همچنان که آموزش پرستاری را در وین پی می‌گرفت، به افزایش مهارت‌هایش با تمرین در تورهای مختلف اسکی، صخره‌نوردی و یخ‌نوردی می‌پرداخت. در ۳۲ سالگی، از نانگا پاربات چهارمین قله هشت‌هزارمتری خود، بالا رفت و پس از آن، تصمیم گرفت به صورت تمام‌وقت به کوهنوردی بپردازد.

### هشت‌هزار متری‌ها
او به همراه ادورن پاسابان، یکی از دوزنی است که تاکنون موفق به فتح تمام قله‌های بالای هشت‌هزار متر شده است. او تمام این قله‌ها را بدون اکسیژن فتح کرده و از این بابت، او اولین زنی است که توانسته چنین کند. «اوه اون-سان» مدعی شد که او، اولین زنی است که توانسته تمام ۱۴ قله را فتح کند. با این‌همه، ادعای اوه اون-سان، با توجه به مناقشه بر سر صعودش به کانگچنجونگا رد شد و این افتخار به ادورن پاسابان و پس از او، به کالتنبرونر رسید.
- ۱۹۹۸ – چو ایو
- ۲۰۰۱ – ماکالو
- ۲۰۰۲ – ماناسلو
- ۲۰۰۳ – نانگا پاربات
- ۲۰۰۴ – آناپورنا
- ۲۰۰۴ – گاشربروم ۱
- ۲۰۰۵ – شیشاپانگما
- ۲۰۰۵ – گاشربروم ۲
- ۲۰۰۶ – کانگچنجونگا
- ۲۰۰۷ – برود پیک
- ۲۰۰۸ – دهالاگیری
- ۲۰۰۹ – لهوتسه
- ۲۰۱۰ – کوه اورست
- ۲۰۱۱ – کی۲

کالتنبرونر در ۱۲ جولای ۲۰۰۷، برود پیک را به همراه پاسابان فتح کرد. او اول مه ۲۰۰۸، دهالاگیری را فتح کرد؛ چنان‌که پاسابان نیز چنین کرد. در این زمان، هر دوی آن‌ها، برای این‌که اولین زن صعودکننده به هر ۱۴ قله باشند، تلاش می‌کردند. در ۶ اوت ۲۰۱۰، فردریک اریکسون به کالتنبرونر پیوست تا باهم کی۲ را فتح کنند. او در حین صعود، ۱۰۰۰ متر سقوط کرد و درگذشت. کالتنبرونر که شاهد سقوط او بود، صعودش را ناتمام رها کرد.
او پیش از آن صعود، شش مرتبه برای فتح کی۲ تلاش کرده بود. او بالاخره در ۲۳ اوت ۲۰۱۱، در تلاش هفتم برای صعود به کی۲، به موفقیت دست یافت و صعودش به ۱۴ قله را کامل کرد. نشنال جئوگرافیک از این صعود حمایت می‌کرد و گزارش نفس‌گیری از صعود حماسی او از دیواره شمالی کی۲، منتشر کرد.